# Herman Schultz
Per Magnus Herman Schultz, född 7 juli 1823 på Nykvarns herrgård i Södermanland, död 8 maj 1890 i Stockholm, var en svensk astronom.
Schultz blev 1848 amanuens vid Uppsala astronomiska observatorium, promoverades 1854 till filosofie magister, blev 1856 docent och 1859 adjunkt, samt var 1878-88 professor i astronomi vid Uppsala universitet. Han hade redan genom Détermination de la latitude du nouvel observatoire d'Upsala (1856) visat goda förutsättningar för astronomisk forskning, men eftersom uppsalaobservatoriets utrustning ännu var mycket bristfällig och de meteorologiska och magnetiska observationsarbetena i hög grad utbrett sig på astronomins bekostnad, begav han sig, med stöd av det Sederholmska resestipendiet, till utlandet. Åren 1857-59 arbetade han vid olika utländska observatorier, särskilt i Berlin, München och Wien. Efter hemkomsten till Uppsala, och särskilt sedan observatoriet där utrustats med en ny stor refraktor år 1860, utvecklade han en omfattande observationsverksamhet.
De första årens resultat publicerades i Refractorsbeobachtungen der K. Universitätssternwarte in Upsala (1864), som innehåller observationer över planeten Mars, asteroider och kometer samt nebulosor. Av hans senare observationsarbeten kan framhållas Micrometrisk bestämning af 104 stjernor inom stjerngruppen 20 Vulpeculæ (i Vetenskapsakademiens handlingar, 1872) och framförallt det viktiga arbetet Micrometrical Observations of 500 Nebulæ (i Vetenskapssocietetens i Uppsala "Nova Acta", 1875) som bidrog till den berömda NGC-katalogen, New General Catalogue (1888). Han utförde även flera omfattande teoretiska och räknearbeten, av vilka de viktigaste är beräkningar över asteroiden 54 Alexandras bana, publicerade i flera avhandlingar i Vetenskapsakademiens och Vetenskapssocietetens publikationer.
Schultz utgav dessutom ett flertal avhandlingar och uppsatser i facktidskrifterna, samt läroböckerna Astronomiska observationskonsten (1878) och Sferiska astronomiens grundbegrepp (1879). Som professor ägnade han sig i hög grad åt ett framgångsrikt höjande av den astronomiska undervisningen vid universitetet och till förbättrandet av observatoriets utrustning.
Han invaldes som ledamot av Vetenskapssocieteten i Uppsala 1873 och av Vetenskapsakademien 1875.